# RED Tour
 (août 2025).
Si vous disposez d'ouvrages ou d'articles de référence ou si vous connaissez des sites web de qualité traitant du thème abordé ici, merci de compléter l'article en donnant les références utiles à sa vérifiabilité et en les liant à la section « Notes et références ».
Tournées par M. Pokora
A la Poursuite du Bonheur Tour
(2012) My Way Tour
(2017)
Le RED Tour est une tournée de M. Pokora dont l'objectif est la promotion de l'album RED.

## Programme
Le programme de cette tournée est :
Intro RED
1. Avant Nous
2. Medley Hommage (Supersition / Kiss / Smooth Criminal)
3. Elle me contrôle
4. Je te mentirai
5. Dangerous / Don't give my love away
6. Juste une photo de toi

Acte II (présentation des danseurs)
1. Voir la nuit s'emballer
2. On est là
3. En attendant la fin
4. Cœur voyageur
5. Ma jolie
6. Juste un instant
7. Mieux que nous
8. Go mama

Acte III
1. J'le fais quand même
2. Ensemble
3. Entre parenthèses

Acte IV
1. A nos actes manqués
2. A nous / Le jour qui se rêve
3. Le Monde

Encore
1. On danse

## Dates de la tournée
| Date              | Ville                | Pays                | Lieu                          |
| Europe            | Europe               | Europe              | Europe                        |
| ----------------- | -------------------- | ------------------- | ----------------------------- |
| 10 avril 2015     | Épernay              | France              | Le Millesium                  |
| 11 avril 2015     | Strasbourg           | France              | Zénith de Strasbourg          |
| 16 avril 2015     | Lille                | France              | Zénith de Lille               |
| 17 avril 2015     | Lille                | France              | Zénith de Lille               |
| 18 avril 2015     | Lille                | France              | Zénith de Lille               |
| 24 avril 2015     | Amiens               | France              | Zénith d'Amiens               |
| 25 avril 2015     | Amiens               | France              | Zénith d'Amiens               |
| 8 mai 2015        | Bruxelles            | Belgique            | Palais 12                     |
| 9 mai 2015        | Bruxelles            | Belgique            | Palais 12                     |
| 20 mai 2015       | Rouen                | France              | Zénith de Rouen               |
| 21 mai 2015       | Orléans              | France              | Zénith d'Orléans              |
| 28 mai 2015       | Lyon                 | France              | Halle Tony-Garnier            |
| 29 mai 2015       | Lyon                 | France              | Halle Tony-Garnier            |
| 30 mai 2015       | Grenoble             | France              | Palais des sports de Grenoble |
| 4 juin 2015       | Marseille            | France              | Le Dôme                       |
| 5 juin 2015       | Nice                 | France              | Palais Nikaia                 |
| 6 juin 2015       | Toulon               | France              | Zénith Oméga                  |
| 12 juin 2015      | Paris                | France              | Zénith de Paris               |
| 13 juin 2015      | Paris                | France              | Zénith de Paris               |
| 14 juin 2015      | Paris                | France              | Zénith de Paris               |
| 18 juin 2015      | Montpellier          | France              | Park&Suites Arena             |
| 19 juin 2015      | Pau                  | France              | Zénith de Pau                 |
| 20 juin 2015      | Toulouse             | France              | Zénith de Toulouse            |
| 24 juin 2015      | Dijon                | France              | Zénith de Dijon               |
| 25 juin 2015      | St-Etienne           | France              | Zénith de Saint-Étienne       |
| 26 juin 2015      | Genève               | Suisse              | Arena de Genève               |
| 16 juillet 2015   | Solliès-Pont         | France              | Festival du château           |
| 17 juillet 2015   | Vienne               | France              | Théâtre antique               |
| 18 juillet 2015   | Nîmes                | France              | Arènes de Nîmes               |
| 19 juillet 2015   | Carcassonne          | France              | Festival                      |
| 29 juillet 2015   | Arcachon             | France              | Festival Arcachon en Scène    |
| 9 août 2015       | Royan                | France              | Stade Colette-Besson          |
| 14 août 2015      | Colmar               | France              | Foire aux vins                |
| 15 août 2015      | Avenches             | France              | Rock Oz'Arènes                |
| 4 septembre 2015  | Mouilleron-le-Captif | France              | Festival Face & Si            |
| 5 septembre 2015  | Chalons en Champagne | France              | Foire de Châlons              |
| 12 septembre 2015 | Papeete              | Polynésie française | Place To’ata                  |
| 19 septembre 2015 | Païta                | Nouvelle-Calédonie  | Arène du Sud                  |
| 9 octobre 2015    | Limoges              | France              | Zénith de Limoges             |
| 10 octobre 2015   | Bordeaux             | France              | Mériadeck                     |
| 14 octobre 2015   | Amiens               | France              | Zénith d'Amiens               |
| 15 octobre 2015   | Lille                | France              | Zénith de Lille               |
| 16 octobre 2015   | Bruxelles            | Belgique            | Forest National               |
| 17 octobre 2015   | Bruxelles            | Belgique            | Forest National               |
| 23 octobre 2015   | Angers               | France              | Arena Loire                   |
| 24 octobre 2015   | Rennes               | France              | MusikHall                     |
| 4 novembre 2015   | Clermont-Ferrand     | France              | Zénith d'Auvergne             |
| 5 novembre 2015   | Boulazac             | France              | Le Palio                      |
| 6 novembre 2015   | Angoulême            | France              | Espace Carat                  |
| 15 novembre 2015  | Orléans              | France              | Zénith d'Orléans              |
| 19 novembre 2015  | Brest                | France              | Arena de Brest                |
| 20 novembre 2015  | Nantes               | France              | Zénith Métropole              |
| 21 novembre 2015  | Nantes               | France              | Zénith Métropole              |
| 27 novembre 2015  | Caen                 | France              | Zénith de Caen                |
| 28 novembre 2015  | Rouen                | France              | Zénith de Rouen               |
| 1er décembre 2015 | Le Mans              | France              | Antarès                       |
| 3 décembre 2015   | Amnéville            | France              | Galaxie d'Amnéville           |
| 4 décembre 2015   | Strasbourg           | France              | Zénith de Strasbourg          |
| 8 décembre 2015   | Marseille            | France              | Le Dôme                       |
| 11 décembre 2015  | Paris                | France              | Bercy Arena                   |
| 12 décembre 2015  | Paris                | France              | Bercy Arena                   |
| 15 décembre 2015  | Lyon                 | France              | Halle Tony-Garnier            |
| 17 décembre 2015  | Toulouse             | France              | Zénith de Toulouse            |
| 19 décembre 2015  | Bruxelles            | Belgique            | Forest National               |

## Musiciens
Clavier
Manu Guerrero
Guitare, Percu, Protools
Julien Tota
Batterie
Romain Bachelard
Guitares
Patrick Manouguian et Hadrien Lavogez
Bass
Franck-Cliff Jean "BOOM"
Saxophone
Marco Agoudetse
Trompette
Alexis Bourguignon
Trombone
Klender Rosales 

CHORISTES
1. Rebecca Phirmis
2. Kevon Claire

## Danseurs et Danseuses
DANSEUSES
1. Jessie Perot
2. Céline Baron
3. Farah Dehamor
4. Cassandra Markopoulus
5. Camille Rocher
6. Juliana Casas

DANSEURS
1. Nicolas Medea
2. Zoundir "Zed" Charkaoui

ACROBATES
1. Adel Djilali - Bouzina
2. Romain "mutant" Carnero

## Informations
Le concert au Mans, initialement prévu le samedi 7 novembre a été reporté au samedi 14 novembre en raison de sa venue à la cérémonie des NRJ Music Awards.
Les concerts à Juan-les-Pins; Argelès-sur-Mer et à Bayonne initialement prévus les 24, 25 et 30 juillet ont été annulés à la suite d'un problème technique dû à l’importance de la scène.
Le concert à Nancy prévu au Zénith de Nancy, le samedi 4 juillet, est annulé pour des raisons technique pour installer l’avancée de scène.
Le concert à La Réunion, prévu le vendredi 2 octobre, est annulé pour des raisons techniques et logistiques.